# Xylophrurus coreensis
Xylophrurus coreensis là một loài tò vò trong họ Ichneumonidae.